# Morfinspruta
Morfinspruta var en föregångare till de moderna injektionssprutor som används inom sjukvården. Den kallades även Pravaz spruta efter den franske läkaren Charles-Gabriel Pravaz, som uppfann den 1841.
Morfinsprutan var en liten spruta, vanligen rymmande omkring 1 kubikcentimeter och avsedd för insprutning av läkemedelslösningar, mest under huden (subkutant) eller i vissa fall i musklerna (intramuskulärt), stundom även i andra tillgängliga organ. Morfinsprutan består i regel av ett cylindriskt glasrör med fattning av hartgummi eller metall, med pistongstämpel av läder, kautschuk eller asbestfilt och med en fin, snett avslipad, skarp metallspets. Ibland bestod hela sprutan, även pistongen med stämpel, av glas, endast spetsen av metall. Sprutan var vanligen, antingen på glascylindern eller på pistongskaftet, indelad i tiondedelstreck, för att man skall kunna inspruta en eller flera tiondedelars kubikcentimeters lösning.